# Wireless WAN

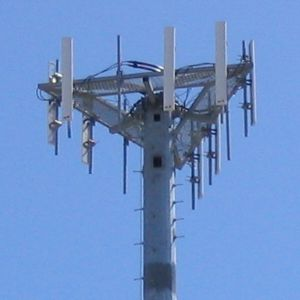
3G-mast

Schematische voorstelling van een cellenpatroon met GSM-masten dat voor een WWAN gebruikt kan worden.

Een wireless wide area network, wireless WAN of WWAN is een draadloos netwerk met de omvang van een wide area network. Een WWAN vereist vanwege de grotere omvang en de hogere eisen die aan het netwerk gesteld worden, andere en meer geavanceerde technologieën dan een WLAN. Draadloze netwerken van alle soorten en maten leveren, onder andere in de vorm van telefoongesprekken, webpagina's en streaming video, een stroom van data voor transport aan over een WWAN. In steeds meer laptops en tablets is de mogelijkheid geïntegreerd om via 3G/4G-verbindingen toegang te krijgen tot een WWAN.

## Mobiele telecommunicatie
Een WWAN verschilt vooral van een WLAN door de toepassing van geavanceerde mobiele telecommunicatietechnieken voor datatransport, zoals LTE, WiMAX (vaak een draadloze Metropolitan Area Network of WMAN), UMTS, GPRS, EDGE, CDMA2000, GSM en Mobitex. Een WWAN kan ook gebruik maken van Local Multipoint Distribution Service (LMDS) en Wi-Fi om gebruikers toegang tot internet te bieden. Deze technologieën worden regionaal en landelijk aangeboden of soms zelfs wereldwijd, en worden geleverd door serviceproviders voor mobiele telefonie. Via een WWAN-verbinding kan een gebruiker met een laptop of een tablet binnen het gebied van de mobiele service op het web surfen, e-mail controleren of verbinding maken met een virtual private network (VPN).

## Toepassingen en ontwikkelingen
Een WWAN kan ook een gesloten netwerk zijn dat een groot geografisch gebied bestrijkt. Zo kan een vermaasd netwerk of MANET met knooppunten op gebouwen, torens, vrachtwagens en vliegtuigen, ook als een WWAN beschouwd worden. Een smart grid is een speciaal netwerk dat vaak rond een WWAN van een netbeheerder is opgebouwd. Slimme meters kunnen de beheerder en de gebruikers van een smart grid informeren over het energieverbruik. Een WWAN kan gedistribueerde databases in distributiecentra van een groot distributiebedrijf raadplegen of bijhouden, bijvoorbeeld om containers tijdens hun transport te volgen. In een slimme stad kan het stadsbestuur, een regionale overheidsdienst of een vervoersbedrijf gebruik maken van WWAN's om logistieke processen te volgen of te sturen. Slimme afvalcontainers kunnen via GPRS de vuilophaaldienst waarschuwen wanneer een container bijvoorbeeld bijna vol is.

## Beveiliging
Omdat draadloze communicatiesystemen niet fysiek beveiligd kunnen worden, maken WWAN's doorgaans gebruik van encryptie- en authenticatiemethoden om verbindingen te beveiligen. Sommige van de vroege GSM encryptietechnieken waren vrij zwak, zodat beveiligingsexperts in 1997 al waarschuwden dat mobiele communicatie, met inbegrip van WWAN, niet altijd veilig is. De UMTS (3G) encryptie werd later ontwikkeld en is voor zover bekend (2018), nog niet gekraakt.